# AlRawabi School for Girls
AlRawabi School for Girls (em árabe: مدرسة الروابي للبنات) é uma série de televisão jordaniana, do gênero drama adolescente, dirigida e criada por Tima Shomali para a Netflix. A trama concentra-se principalmente no impacto do bullying em garotas adolescentes no ambiente escolar e na busca pela perfeição através das redes sociais. Foi lançada mundialmente em 21 de agosto de 2021. É a segunda série jordaniana original da Netflix depois de Jinn.
Em maio de 2022, a série foi renovada para uma segunda temporada após ser originalmente anunciada como uma minissérie. As filmagens da segunda temporada foram concluídas em maio de 2023. A segunda temporada estreou em 15 de fevereiro de 2024 na Netflix. É dublada em mais de 9 idiomas, incluindo inglês, espanhol, português, italiano, francês, alemão e turco.

## Premissa
Depois que uma adolescente chamada Mariam sofre bullying de algumas garotas em sua escola particular de elite, ela planeja vingança juntamente com suas amigas. Porém, suas ações têm consequências inesperadas. A série também retrata diversos aspectos do ambiente escolar que não são explorados, como o patriarcado, os sistemas/indústrias escolares corruptos, o bullying, a agressão sexual, a reputação escolar e a tradição de crimes de honra.

## Elenco

### Principal
- Andria Tayeh como Mariam (1ª temporada; participação na 2ª temporada)
- Rakeen Saad como Noaf (1ª temporada; participação na 2ª temporada)
- Noor Taher como Layan Murad Fathi (1ª temporada; participação na 2ª temporada)
- Yara Mustafa como Dina (1ª temporada; participação na 2ª temporada)
- Joanna Arida como Rania (1ª temporada; participação na 2ª temporada)
- Salsabiela A. como Ruqayya (1ª temporada; participação na 2ª temporada)
- Tara Abboud como Sarah (2ª temporada)[8]
- Sarah Yousef como Tasneem (2ª temporada)[8]
- Tara Atalla como Nadeen (2ª temporada)[8]
- Kira Yaghnam como Hiba (2ª temporada)[8]
- Thalia Elansari como Shams (2ª temporada)[8]
- Raneem Haitham como Farah (2ª temporada)[8]
- Reem Saadeh como Srta. Abeer
- Tima Shomali como Sra. Farida

### Recorrente
- Nadera Emran como Diretora Faten Qadi
- Jana Zeineddine como Laila
- Faris Al Bahri como Ahmad
- Ahmad Hamdan como Laith Radwan
- Sari Silawi como Hazem Mohammad
- Nizar como Omar (2ª temporada)
- Laith Abweh como Ali (2ª temporada)
- Karam Shami como Jawad (2ª temporada)
- Lana Albeik como Rand (2ª temporada)
- Zain Fakhoury como Luma (2ª temporada)

## Episódios
| Temporada | Temporada | Episódios | Episódios | Originalmente lançado   |                      |
| --------- | --------- | --------- | --------- | ----------------------- | -------------------- |
|           | 1         | 6         | 6         | 12 de agosto de 2021    | 12 de agosto de 2021 |
|           | 2         | 6         | 6         | 15 de fevereiro de 2024 |                      |

### 1.ª Temporada (2021)
| N.º | Título                                                                                            | Dirigido por | Escrito por                               | Lançamento           |
| --- | ------------------------------------------------------------------------------------------------- | ------------ | ----------------------------------------- | -------------------- |
| 1 | " مدرسة كانت مكاني المفضل" " School Was My Happy Place" " A escola sempre foi meu lugar favorito" | Tima Shomali | Tima Shomali Shirin Kamal Islam Alshomali | 12 de agosto de 2021 |
| As alunas são interrogadas após um incidente violento em uma prestigiosa escola só para garotas. A novata Noaf fica em uma situação delicada.                            |                                                                                                   |              |                                           |                      |
| 2 | " وبلّش اللعب.." " Game On!" " Podem vir!"                                                         | Tima Shomali | Tima Shomali Shirin Kamal Islam Alshomali | 12 de agosto de 2021 |
| Mariam volta à escola e quer vingança, mas seus problemas continuam, principalmente quando a melhor amiga a abandona. Uma briga entre Noaf e Layan é prenúncio de drama. |                                                                                                   |              |                                           |                      |
| 3 | " وحدة بوحدة" " What Goes Around Comes Around" " Aqui se faz, aqui se paga"                       | Tima Shomali | Tima Shomali Shirin Kamal Islam Alshomali | 12 de agosto de 2021 |
| Mariam e Noaf planejam se vingar no evento da escola. Dina não consegue entrar para a panelinha e muda de ideia.                                                         |                                                                                                   |              |                                           |                      |
| 4 | " لوح قزاز مكسور" " Broken Glass" " Vaso quebrado"                                                | Tima Shomali | Tima Shomali Shirin Kamal Islam Alshomali | 12 de agosto de 2021 |
| Rania e Layan juram ir atrás da pessoa responsável pelo escândalo de Ruqayya. Apesar de todo o sucesso, as garotas discordam sobre os próximos passos.                   |                                                                                                   |              |                                           |                      |
| 5 | " وصارت غريبة" " And She Became a Stranger" " Ela virou uma estranha"                             | Tima Shomali | Tima Shomali Shirin Kamal Islam Alshomali | 12 de agosto de 2021 |
| Layan e Rania fazem planos para depois do toque de recolher. Noaf passa por um incidente traumático.                                                                     |                                                                                                   |              |                                           |                      |
| 6 | " هدوء ما قبل العاصفة" " The Calm Before the Storm" " A calmaria antes da tempestade"             | Tima Shomali | Tima Shomali Shirin Kamal Islam Alshomali | 12 de agosto de 2021 |
| Mariam está determinada a se vingar de seu último alvo, apesar dos avisos de Noaf e de Dina sobre o perigo de seus atos.                                                 |                                                                                                   |              |                                           |                      |

### 2.ª Temporada (2024)
| N.º | Título                                                                                                 | Dirigido por | Escrito por                               | Lançamento              |
| --- | --- | ------------ | ----------------------------------------- | ----------------------- |
| 1 | " بدايات جديدة" " New Beginnings" " Recomeços"                                                         | Tima Shomali | Tima Shomali Shirin Kamal Islam Alshomali | 15 de fevereiro de 2024 |
| O ano letivo começou e Sarah quer mesmo é viralizar, só que seus posts não estão chamando muita atenção. Até ela publicar um bendito vídeo.  | |              |                                           |                         |
| 2 | " دراما بنفسجية" " Fancy Purple" " Chique e roxo"                                                      | Tima Shomali | Tima Shomali Shirin Kamal Islam Alshomali | 15 de fevereiro de 2024 |
| Sarah recebe o convite para ir dormir na casa de Tasneem, mas Hiba não gosta nada disso. Nadeen faz amizade com a misteriosa Shams.          | |              |                                           |                         |
| 3 | " تعرفوا على مرشحتكم المفضلة" " Meet Your Favorite Candidate" " Conheça melhor a sua candidata"        | Tima Shomali | Tima Shomali Shirin Kamal Islam Alshomali | 15 de fevereiro de 2024 |
| As candidatas a presidente da escola fazem seus discursos e a tensão só aumenta. Sarah acaba ficando presa no meio das duas campanhas.       | |              |                                           |                         |
| 4 | " بين عالمين" " A Blast from the Past" " Outro mundo"                                                  | Tima Shomali | Tima Shomali Shirin Kamal Islam Alshomali | 15 de fevereiro de 2024 |
| Sarah está nas nuvens com a festa de aniversário de Omar, mas a mensagem de um admirador a traz de volta à realidade. Hiba decide se vingar. | |              |                                           |                         |
| 5 | " الزي المقدس" " Holy Uniform" " Sagrado uniforme"                                                     | Tima Shomali | Tima Shomali Shirin Kamal Islam Alshomali | 15 de fevereiro de 2024 |
| Sarah tenta fugir da escola, mas uma pessoa descobre o que ela está escondendo. Enquanto isso, Jawad luta para manter seu próprio segredo.   | |              |                                           |                         |
| 6 | " لو ينعاد كل شي مرة تانية..." " If I Could Do It All Again..." " Se eu pudesse fazer tudo de novo..." | Tima Shomali | Tima Shomali Shirin Kamal Islam Alshomali | 15 de fevereiro de 2024 |
| Nadeen sai em uma missão arriscada para salvar a amiga. Farah busca o sonho de se apresentar com Tasneem diante da escola toda.              | |              |                                           |                         |

## Produção

### Desenvolvimento
Quando Tima Shomali desenvolveu a ideia de AlRawabi School for Girls, ela não estava pensando especificamente em lançar na Netflix. De acordo com uma entrevista concedida por Shomali para a Amman TV (e resumida por Al Bawaba), "a plataforma global de streaming adorou a série e a traduziu para vários idiomas". Shomali também indicou na mesma entrevista que seu objetivo era criar um diálogo sobre o conceito de bullying, pois quando ela era criança, o termo "não era usado, e nem sequer sabíamos o que significava bullying, nós vivenciamos porém não sabíamos o que era." Shomali também comentou sobre sua intenção de apresentar as vozes femininas: "uma coisa que sempre achei que faltava na maioria dos programas que falam sobre mulheres é a percepção feminina sobre nossos problemas. Então me reuni em torno de uma equipe brilhante de mulheres para trabalhar no desenvolvimento e execução da visão criativa da série. Juntas, imaginamos e construímos os elementos do universo AlRawabi, começando pelos personagens, cenografia, cores, iluminação e até a música." Em 18 de maio de 2022, Tima Shomali, a Netflix MENA e o elenco anunciaram uma segunda temporada da série, apesar do fato da mesma inicialmente ser uma minissérie. Ela compartilhou 3 fotos via Instagram. As filmagens terminaram em maio de 2023.

### Visão geral
Em 13 de abril de 2019, Shomali anunciou a seus seguidores no Facebook que estava trabalhando na criação de uma série em árabe original da Netflix, em colaboração com sua produtora jordaniana Filmizion Productions, intitulada AlRawabi School for Girls.

Como showrunner, escritora e diretora da segunda série árabe da Netflix, Shomali afirmou que queria contar uma história sobre as mulheres da região. Quando questionado sobre a série, a diretora de Originais Internacionais da Netflix, Simran Sethi, disse:
Estamos extremamente orgulhosos de nossa parceria com a Tima novamente para produzir o que é essencialmente a primeira série para jovens adultos do Oriente Médio que celebra o papel das mulheres, não apenas na tela, mas também nos bastidores. A história traz uma nova perspectiva ao conteúdo do Oriente Médio, e estamos absolutamente entusiasmados em compartilhar AlRawabi School for Girls com nosso público global em mais de 190 países.
O primeiro projeto de Shomali com a Netflix foi a campanha "She Rules". O principal objetivo da campanha era celebrar as mulheres dentro e fora das telas na indústria da televisão. Quando questionada sobre seu projeto atual, ela afirmou:
AlRawabi School for Girls é um projeto muito especial ao meu coração. Ele retrata as histórias e lutas de jovens mulheres árabes sob uma luz que ainda não tínhamos visto antes na região, especialmente com essa faixa etária. É uma série sobre mulheres que surge exatamente de olhos femininos e estou muito feliz em colaborar com a Netflix e ter a oportunidade de contar, por meio de uma plataforma tão global, as histórias dessas moças em nossa região.

### Seleção do elenco
Trabalhando ao lado da escritora Shirin Kamal, Tima Shomali escalou a série com um elenco inteiramente feminino, sendo contada em uma escola só para garotas e explorando as ideias de vingança e bullying. Elas lançaram "novos rostos" e permitiram que as atrizes escolhessem as personagens que queriam interpretar.

## Recepção

### Resposta
De acordo com a psicóloga jordaniana Samira H., AlRawabi School for Girls "retrata o impacto significativo do bullying na saúde mental de meninas". Ela também afirma que espera que "histórias como as retratadas na série encorajem os pais e as escolas a serem mais solidários com aqueles que sofrem bullying para que não se sintam tão sozinhos". AlRawabi também gerou controvérsia, pois muitos pensaram que era uma representação imprecisa da Jordânia, sua cultura, estilo de vida e sociedade, juntamente com os árabes como um todo. As pessoas também criticaram AlRawabi por alguns dos tópicos mencionados na obra. No entanto, muitos internautas adoraram a série. Nas redes sociais, a série foi elogiada por retratar abertamente tópicos que não costumam ser falados. Muitos também elogiaram e citaram o fato da obra retratar meticulosamente a vida de meninas árabes jovens/adolescentes.